# Isotoma anglicana
Isotoma anglicana är en urinsektsart som beskrevs av Lubbock 1862. Isotoma anglicana ingår i släktet Isotoma, och familjen Isotomidae. Arten är reproducerande i Sverige.